# Maurizio Fiume
Maurizio Fiume (Napoli, 18 settembre 1961) è un regista e sceneggiatore italiano.

## Biografia
Nel 1987 vince il Premio Cinema Democratico con il soggetto originale sul giornalista Giancarlo Siani, ucciso nel 1985 dalla camorra, su cui baserà il docudrama, In nome di Giancarlo (1991 - Premio Filmmaker Immagini di Realtà), e nel 2003, il lungometraggio E io ti seguo presentato al 27º Festival des Films du Monde Montreal nella selezione ufficiale Cinémas d’Europe. Nel 1990 è il fondatore della cooperativa Riverfilm e co-sceneggia e produce il lungometraggio Il tuffo, realizzato da Massimo Martella nel 1993, presentato alla Settimana Internazionale della Critica di Venezia, Premio Kodak come miglior film esordiente della Mostra del Cinema. Nel 1991 dirige il documentario Vesuvio - Il gigante che dorme. Nel 1995 scrive, dirige e produce il cortometraggio Drogheria presentato al 48th Locarno Film Festival, sezione Pardi di Domani e segnalato ai Nastri d'argento 1996. Nel 1996 co-sceneggia, dirige, produce il lungometraggio Isotta, presentato al Festival di Venezia del 1996 alla Settimana del Cinema Italiano e all'Afi Film Festival a Los Angeles nella sezione "New Italian Cinema" (Award Sulmona Cinema, N.I.C.E. - New York) che su YouTube con i sottotitoli in arabo ha ottenuto oltre tre milioni e trecentomila visualizzazioni.
Nel 2000 fonda la piccola cooperativa icarowebfilm con cui produce i suoi lavori. Nel 2001 scrive co-sceneggia e produce il cortometraggio Blocco 101, regia di Daniele Gaglianone, presentato al Torino Film Festival. Nel 2002 scrive, dirige, produce il cortometraggio Confini, realizzato con i detenuti della Casa Circondariale di Pescara, presentato al Taormina Film Fest (per la trilogia del carcere realizzerà pure Cantieri e Scampia a Pescara nel 2006). Dal 2004 al 2018 lavora per Teatri Uniti, occupandosi dello sviluppo e della produzione esecutiva di tutti i lavori audiovisivi e cinematografici. Nel 2014 dirige la docu-fiction Una bella giornata – Luoghi e miti di Ferito a morte, sul romanzo di Raffaele La Capria. Nel 2017 in occasione dei cinquanta anni dalla morte di Totò, realizza per Campania Teatro Festival e CorriereTV il reenactment, Totò si rigira, rifacendo alcune scene famose dai film del principe della risata in diretta streaming da Roma, Milano e Napoli. Nel 2018, come showrunner, realizza i corti, vincitori del Concorso Imaie, Rosso perfetto, Don Vesuvio, Lorenza, Bruno De Nittis P.M.
Nel 2018 fonda la startup Riverstudio dove mette a punto il progetto di Ricerca e Sviluppo Efilm System, realizzando il SaaS Efilm Studio. Con questa società produce le opere: nel 2019 il corto La felicità di essere attore da lui diretto e scritto, nel 2021 il corto L’Altro-Lost Identity da lui diretto e sceneggiato (vincitore del Premio miglior corto internazionale al 17º Spirit Film Festival in Tibet e Premio Miglior attore al 19º International Short Film Festiva Accordi @ Disaccordi), nel 2021 Indagine su L’Altro, documentario di Serena Petricelli, nel 2021 Semblables un lungometraggio, in coproduzione con la Tunisia di Habib Mestiri, e nel 2021 Santa Lucia, un lungometraggio, in coproduzione, interpretato da Renato Carpentieri e Andrea Renzi, presentato al 39° Torino Film Festival (fuori concorso) e vincitore ex aequo nel 2023 per il Migliore Attore a Renato Carpentieri, a Bimbi Belli diretto da Nanni Moretti.
Alla fine del 2023, dopo una lunga contrapposizione, è costretto a lasciare la Riverstudio, che aveva fondato, e creare nel 2024 una nuova startup, specializzata sull’animazione e la realtà digitale grazie all’I.A. generativa.

## Filmografia

### Regista
- In nome di Giancarlo - cortometraggio (1991)
- Vesuvio - Il gigante che dorme - documentario (1991)
- Drogheria - cortometraggio (1995)
- Isotta (1996)
- Confini - cortometraggio (2002)
- E io ti seguo - lungometraggio (2003)
- Cantieri - cortometraggio (2005)
- Scampia a Pescara - cortometraggio (2005)
- Una bella giornata - Luoghi e miti di Ferito a morte - documentario (2014)
- Totò si rigira - webserie (2017)
- Rosso Perfetto - cortometraggio (2018)
- Lorenza - cortometraggio (2018)
- Don Vesuvio - cortometraggio (2018)
- La felicità di essere attore, regia di Maurizio Fiume - cortometraggio (2019)
- L'Altro, regia di Maurizio Fiume - cortometraggio (2021)

### Sceneggiatore
- In nome di Giancarlo, regia di Maurizio Fiume - cortometraggio (1991)
- Il tuffo, regia di Massimo Martella  - lungometraggio (1993)
- Drogheria, regia di Maurizio Fiume - cortometraggio (1995)
- Isotta, regia di Maurizio Fiume - lungometraggio (1996)
- Blocco 101, regia di Daniele Gaglianone - cortometraggio (2001)
- Confini, regia di Maurizio Fiume - cortometraggio (2002)
- E io ti seguo, regia di Maurizio Fiume - lungometraggio (2003)
- Cantieri, regia di Maurizio Fiume - cortometraggio (2005)
- Scampia a Pescara, regia di Maurizio Fiume - cortometraggio (2005)
- La felicità di essere attore, regia di Maurizio Fiume - cortometraggio (2019)
- L'Altro, regia di Maurizio Fiume - cortometraggio (2021)
- Indagine su L'Altro, regia di Serena Petricelli - documentario (2022)

### Produttore/consultant producer/Line producer
- In nome di Giancarlo, regia di Maurizio Fiume  - cortometraggio (1991)
- Luoghi comuni, regia di Paolo Sorrentino - cortometraggio (1991)
- Il tuffo, regia di Massimo Martella - lungometraggio(1993)
- Miracoli - Mastronunzio pittore sannita, regia di Mario Martone  - cortometraggio (1994)
- Drogheria, regia di Maurizio Fiume  - cortometraggio (1995)
- Isotta, regia di Maurizio Fiume, lungometraggio  (1996)
- Isotta di Bagnoli, regia di Massimo Martella - documentario (1996)
- Isaac a Ponticelli, regia di Paolo Barrella, Bruno Olivieri - cortometraggio (1998)
- Pugni nell'aria, regia di Roberto De Francesco - cortometraggio (1999)
- Viva la scimmia, regia di Marco Colli - lungometraggio (2000)
- Un mondo diverso è possibile, regia di 30 registi - documentario (2001)
- Blocco 101, regia di Daniele Gaglianone - cortometraggio (2001)
- Confini, regia di Maurizio Fiume - cortometraggio (2002)
- E io ti seguo, regia di Maurizio Fiume, lungometraggio  (2003)
- Sabato, domenica, lunedì, regia di Paolo Sorrentino  - tv movie (2004)
- Cantieri, regia di Maurizio Fiume  - cortometraggio (2005)
- Scampia a Pescara, regia di Maurizio Fiume  - cortometraggio (2005)
- Delirio amoroso, regia di Silvio Soldini  - tv movie (2005)
- Campania - Una terra alla luce del sole, regia di Stefano Incerti - serie di 9 documentari (2006)
- Quijote, regia di Mimmo Paladino  - lungometraggio (2006)
- Grido, regia di Pippo Delbono  - lungometraggio (2006)
- Invenzione di Don Chisciotte, regia di Massimiliano Pacifico  - corto d'animazione su disegni di Mimmo Paladino (2006)
- Chiove, regia di Francesco Saponaro  - tv movie (2007)
- A causa mia, regia di Francesco Saponaro  - documentario (2009)
- 5 rose di Jennifer, regia di Adolfo Conti  - tv movie (2009)
- In purgatorio, regia di Giovanni Cioni  - documentario (2010)
- Gorbaciof, regia di Stefano Incerti  - lungometraggio (2010)
- Per Ulisse, regia di Giovanni Cioni  - documentario (2011)
- Voi siete qui, regia di Francesco Matera - docufiction (2011)
- Labas - educazione criminale, regia di Guido Lombardi - lungometraggio (2011)
- Eduardo la vita continua, regia di Francesco Saponaro - documentario (2014)
- Due euro l'ora, regia di Andrea D'Ambrosio - lungometraggio (2014)
- Una bella giornata - Luoghi e miti di Ferito a morte - documentario (2014)
- I giocatori, regia di Enrico Ianniello  - tv movie (2015)
- Maradonapoli, regia di Alessio Maria Federici  - lungometraggio (2016)
- Rosso Perfetto, regia di Maurizio Fiume  - cortometraggio (2018)
- Lorenza, regia di Maurizio Fiume  - cortometraggio (2018)
- Don Vesuvio, regia di Maurizio Fiume   - cortometraggio (2018)
- La felicità di essere attore, regia di Maurizio Fiume - cortometraggio (2019)
- Les Semblables (Simili), regia di Habib Mestiri - lungometraggio (2021)
- L'Altro, regia di Maurizio Fiume - cortometraggio (2021)
- Indagine su L'Altro, regia di Serena Petricelli - documentario (2022)
- Santa Lucia, con Renato Carpentieri, Andrea Renzi, Biancamaria D'Amato - lungometraggio (2021)
- Santa Lucia backstage, regia di Serena Petricelli - documentario (2021)